# Nijnetambóvskoie
Nijnetambóvskoie (en rus: Нижнетамбовское) és un poble del krai de Khabàrovsk, a Rússia, que el 2018 tenia 814 habitants. Pertany al districte rural de Komsomolsk na Amure.